# Per Herrey
Per Michael Herrey, född 9 augusti 1958 i Enköping, är en svensk artist, kompositör, jurist och författare. 
Han sjöng det svenska bidraget Diggi-loo diggi-ley tillsammans med sina bröder i Herreys och vann Eurovision Song Contest 1984.
Per är den av bröderna Herrey som bidragit med det mesta av det egna materialet som finns på gruppens skivor. Han har bland annat skrivit låtarna "Every Song You Sing" och "Någon att älska". 
Han har varit förbundsjurist på Svenska musikerförbundet och är sedan 2018 bolagsjurist på GöteborgsOperan.
Som författare har han gett ut spänningsromanerna Skuldens pris och Svekets gåva (under namnet Per M. Herrey) samt barnboken Kungen i djungeln.
Per Herrey är bror till Louis och Richard Herrey.